# Under stjärnorna
|  | Denne artikel er oprettet af botten PalnaBot ud fra en ekstern database. Den kan derfor have sproglige fejl eller mangler. Denne skabelon kan fjernes efter kontrol af indholdet. |

Under stjernerne er en ungdomsfilm instrueret af Helgi Felixson og Titti Johnson efter manuskript af Titti Johnson. Filmen er en dansk/svensk produktion, produceret af produktionsselskabet Tju-Bang Film.

## Handling
Frieda er 17 år og lever på gaden i Cape Town i Sydafrika, hvor hun ødelægger sit liv ved at sniffe lim og tage stoffer. Men en dag kommer hun med i tv-programmet Popstars, der gør hende landskendt som pigen fra gaden med den smukke sangstemme. Frieda har nu alle muligheder. Alligevel kan hun ikke slippe væk fra livet på gaden. Da der ikke er sket noget efter et år, beslutter filmens svenske instruktører sig for at invitere Frieda med til Sverige i tre måneder. Frieda skilles fra sine venner og sin kæreste i Cape Town for at møde en ny verden, hvor hun skal forberede sig på at skabe en bedre tilværelse for sig selv, når hun vender tilbage til Cape Town. »Under stjernerne« handler om en piges kamp for at overleve og bevare sit talent under hårde og omskiftelige omstændigheder.